# Recomandarea 874 R (84)4 cu privire la responsabilitatea părintească
Recomandarea 874 R (84)4 cu privire la responsabilitatea părintească adoptată de Comitetul Miniștrilor pe data de 28 februarie 1984 la cea de a 367-a întâlnire a Miniștrilor reprezintă o un text legal ne-obligatoriu pentru statele membre ale Consiliului Europei care este importantă prin faptul că clarifică în mod explicit faptul că în stabilirea interesului superior al copilului sunt interzise orice criterii discriminatorii cu privire la copil sau, mai ales, la părinți. 